# Tom Braden
Thomas Wardell Braden (* 22. Februar 1917 in Greene, Iowa; † 3. April 2009 in Denver, Colorado) war ein US-amerikanischer Journalist und Agent.
Bekannt wurde er als Autor des Buches Eight is Enough, aus dem eine TV-Serie wurde, sowie als Co-Moderator der CNN-Sendung Crossfire.

## Leben
Seine Mutter schrieb für die von Henry L. Mencken und George Jean Nathan gegründete Zeitschrift  American Mercury. Tom Braden brach seine Schulausbildung in den Zeiten der Weltwirtschaftskrise ab, wurde jedoch später am Dartmouth College zum Studium zugelassen. Er war dort Redakteur der Campus-Zeitung. Zum Zeitpunkt seines Abschlusses 1940 verhielten sich die USA im Zweiten Weltkrieg noch neutral. So ging Braden 1941 nach England und verpflichtete sich bei der British Army, für die er in Afrika kämpfte. Als die USA in den Krieg eintraten, ließ sich Braden vom Office of Strategic Services (OSS) anwerben, der Vorgängerorganisation der CIA. Als Fallschirmspringer landete er hinter den feindlichen Linien in dem von Deutschland besetzten Frankreich.
Im Nachkriegsdeutschland unterstützte Braden mit Geldzahlungen westliche Politiker und Gewerkschafter im Kalten Krieg.
Im November 1954 verließ Braden die CIA und übernahm die Zeitung The Blade-Tribune in Oceanside (Kalifornien) mit Hilfe eines Darlehens seines Freundes Nelson Rockefeller.
Nach der Ermordung seines Freundes Robert F. Kennedy 1968 kehrte Braden nach Washington zurück, wo er gemeinsam mit Kennedys Pressesprecher Frank Mankiewicz ein beliebter Zeitungskolumnist wurde. Er wurde außerdem bekannt als politischer Kommentator in Radio und Fernsehen.
Er war 50 Jahre lang mit Joan Ridley Braden verheiratet, die 1999 starb.